# Arthur Knight (critico cinematografico)
Arthur Knight (Filadelfia, 1916 – Sydney, 1991) è stato un critico cinematografico e saggista statunitense.

## Biografia
Nato nello Stato della Pennsylvania, studiò al City College of New York, terminato nel 1940 lavorò come assistente al Museum of Modern Art. Arruolato dal 1941 al 1945, come critico cinematografico collaborò con numerose riviste fra cui:
- The Saturday Review (1949 — 1973)
- The Hollywood Reporter (1973 — 1986)

Sposò Mary Ann Nyberg, morta nel 1979. Scrisse Sex in Cinema per Playboy Channel.
Come critico fu uno dei primi ad essere benevolo con Marilyn Monroe definendola artista e affermando che non aveva solo un corpo da mostrare. Morì a 74 anni in Australia.

## Opere
- The Liveliest Art, 1957, narra della storia del cinema, testo utilizzato in molte università del mondo